# Henri Lepage (escrime)
Pour les articles homonymes, voir Henri Lepage et Lepage.

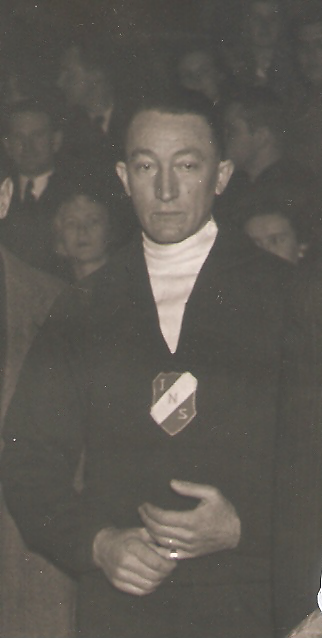
Henri LEPAGE

Henri Louis Lucien Lepage, né le 30 avril 1908 à Épinal et mort le 26 octobre 1996 à Épinal, est un escrimeur français, ayant pour arme l'épée.
Il est champion du monde d'escrime en 1947 à Lisbonne en épée par équipes.
Lepage est ensuite sacré champion olympique d'escrime en épée par équipes aux Jeux olympiques d'été de 1948 à Londres. Il termine sixième dans l'épreuve individuelle.